# 迪格纳拉
迪格纳拉（Dignala），是印度西孟加拉邦Barddhaman县的一个城镇。总人口12510（2001年）。

## 人口
该地2001年总人口12510人，其中男性6741人，女性5769人；0—6岁人口1177人，其中男605人，女572人；识字率77.96%，其中男性为85.14%，女性为69.58%。